# Cetobemidona
Cetobemidona, vendido sob a marca Ketogan entre outros, é um poderoso analgésico opioide. Sua eficácia contra a dor está na mesma faixa da morfina, e também tem algumas propriedades de antagonista de  NMDA transmitidas, em parte, pelo seu metabolito norcetobemidona. Isso pode torná-lo útil para alguns tipos de dor que não respondem bem a outros opioides. É comercializado na Dinamarca, Noruega e Suécia e é usado para dor intensa.